# Адрианов, Михаил Адрианович
Михаил Адрианович Адрианов (1890—1917) — русский художник, один из первых чувашских художников.

## Биография
Родился 25 сентября (7 октября по новому стилю) 1890 года в селе Яндашево Чебоксарского уезда, ныне в черте города Новочебоксарска.
Окончив Бичуринскую двухклассную школу в 1905 году, ещё один год учился в частной школе К. Н. Баратынской в Казани. В 1906—1912 годах обучался в Казанской художественной школе (ныне Казанское художественное училище имени Н. И. Фешина); в 1912—1916 годах — в Высшем художественном училище при Императорской Академии художеств (в мастерской профессора Н. Н. Дубовского), одновременно окончил Педагогические курсы при ВХУ Академии художеств.
Адрианов был участником выставок: Отчетные выставки ВХУ при Академии художеств (1913, 1914, 1915, 1916); выставки в Весенних в залах Академии
художеств (1915, 1916); XII выставки Товарищества художников в Петербурге (1916).
«Прибой»).
В мае 1916 года Михаил Адрианов был мобилизован в Русскую императорскую армию и направлен в Одесскую школу прапорщиков. Погиб в Одессе на учениях 28 декабря 1916 года (9 января 1917 года по новому стилю).
Основные произведения М. А. Адрианова: картины «Хата» (1915), «Задворки», «Прибой» (1916), а также серия чувашских пейзажей «Первый весенний выгон», «Вечер на Волге», «Сумерки» (1908—1915).